# Cahors
Cahors là tỉnh lỵ của tỉnh Lot, thuộc vùng Occitanie của nước Pháp, có dân số là 20.003 người (thời điểm 1999).

## Địa lý
Cahors nằm cách Toulouse 115 km (71 mi) về phía bắc, với độ cao trên mực nước biển từ 105 đến 332 m. Thị trấn có diện tích 64,72 km2.

## Những người con của thành phố
- Saint Didier, giám mục của Auxerre (mất năm 614),
- Giáo hoàng Jean XXII (thật ra là Jacques Duèse, khoảng 1245-1334),
- Léon Gambetta, chính trị gia của Đệ tam Cộng hòa (1838-1882).
- Philippe Gaubert, thổi sáo và nhà soạn nhạc (1879-1941),
- Clément Marot, nhà thơ (khoảng 1496-1544)